# Volkssozialistische Bewegung Deutschlands/Partei der Arbeit
Volkssozialistische Bewegung Deutschlands/Partei der Arbeit (VSBD/PDA o Movimiento Socialista Popular de Alemania/Partido del Trabajo) fue una organización neonazi en Alemania Occidental liderada por Friedhelm Busse. Fue fundada en 1971 y prohibida en 1982.
En momentos en que la extrema derecha en Alemania se distanciaba de la corriente principal del nazismo, el VSBD/PDA siguió la variante más socialista de esta doctrina, el strasserismo. El Junge Front (Frente Juvenil), un movimiento juvenil unido al partido, también se organizó.
A pesar de su nombre, el movimiento no era un partido registrado, lo que permitió que el Ministerio Federal del Interior y de la Patria pudiera prohibirlo en 1982, como una organización que se oponía a la constitución. Poco después, muchos de sus antiguos miembros fundaron el Frente Nacionalista, el cual puede ser visto como un sucesor del VSBD/PDA.